# Leichtathletik-Weltmeisterschaften 2017/5000 m der Männer

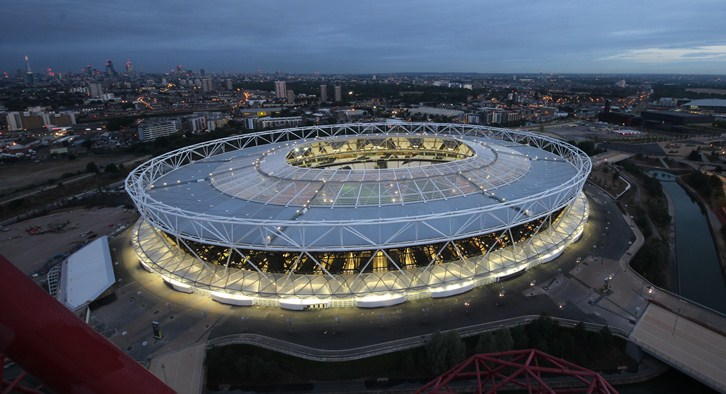
Das Olympiastadion London im Jahr 2017

Der 5000-Meter-Lauf der Männer bei den Leichtathletik-Weltmeisterschaften 2017 wurde am 9. und 12. August 2017 im Olympiastadion der britischen Hauptstadt London ausgetragen.
Weltmeister wurde der Äthiopier Muktar Edris. Er beendete damit die Serie des Briten Mo Farah, der diesen Wettbewerb bei den drei vorangegangenen Weltmeisterschaften (2011/2013/2015) und den letzten beiden Olympischen Spielen (2012/2016) für sich entschieden hatte. Mo Farah, der über 10.000 Meter zweifacher Olympiasieger (2012/2016) und zweifacher Weltmeister (2013/2015) war und auch hier in London acht Tage zuvor das Rennen auf der langen Bahndistanz gewonnen hatte, kam auf den zweiten Platz. Bronze ging an den US-amerikanischen Olympiazweiten von 2016 Paul Chelimo.

## Bestehende Rekorde
| Weltrekord               | Kenenisa Bekele | 12:37,35 min | Hengelo, Niederlande                | 31. Mai 2004    |
| Weltmeisterschaftsrekord | Eliud Kipchoge  | 12:52,79 min | WM in Paris/Saint-Denis, Frankreich | 31. August 2003 |

Der bestehende WM-Rekord wurde bei diesen Weltmeisterschaften nicht eingestellt und nicht verbessert.

## Vorläufe
Aus den beiden Vorläufen qualifizierten sich die jeweils fünf Ersten jedes Laufes – hellblau unterlegt – und zusätzlich die fünf Zeitschnellsten – hellgrün unterlegt – für das Finale.

### Lauf 1
9. August 2017, 20:05 Uhr Ortszeit (21:05 Uhr MESZ)
| Platz | Name                     | Land                 | Zeit (min)  |
| ----- | ------------------------ | -------------------- | ----------- |
| 1     | Yomif Kejelcha           | Äthiopien            | 13:30,07    |
| 2     | Mo Farah                 | Großbritannien       | 13:30,18    |
| 3     | Muktar Edris             | Äthiopien            | 13:30,22    |
| 4     | Justyn Knight            | Kanada               | 13:30,27    |
| 5     | Aron Kifle               | Eritrea              | 13:30,36    |
| 6     | Bashir Abdi              | Belgien              | 13:30,71    |
| 7     | Morgan McDonald          | Australien           | 13:30,73    |
| 8     | Soufiane Bouqantar       | Marokko              | 13:30,78    |
| 9     | Jacob Kiplimo            | Uganda               | 13:30,92    |
| 10    | Eric Jenkins             | USA                  | 13:31,09    |
| 11    | Sam McEntee              | Australien           | 13:31,58    |
| 12    | Hayle İbrahimov          | Aserbaidschan        | 13:32,15    |
| 13    | Emmanuel Giniki Gisamoda | Tansania             | 13:32,31    |
| 14    | Albert Rop               | Bahrain              | 13:32,40    |
| 15    | Govindan Lakshmanan      | Indien               | 13:35,69 PB |
| 16    | Ilias Fifa               | Spanien              | 13:47,90    |
| 17    | Kadar Omar Abdullahi     | Athlete Refugee Team | 14:32,67 PB |
| 18    | Mohamed Daud Mohamed     | Somalia              | 14:34,27 PB |
| 19    | Davis Kiplangat          | Kenia                | 14:52,98    |
| 20    | David Kulang             | Südsudan             | 14:53,19 SB |
| 21    | Mohamed Sambe            | Mauretanien          | 16:16,29 PB |

Im ersten Vorlauf ausgeschiedene Läufer:

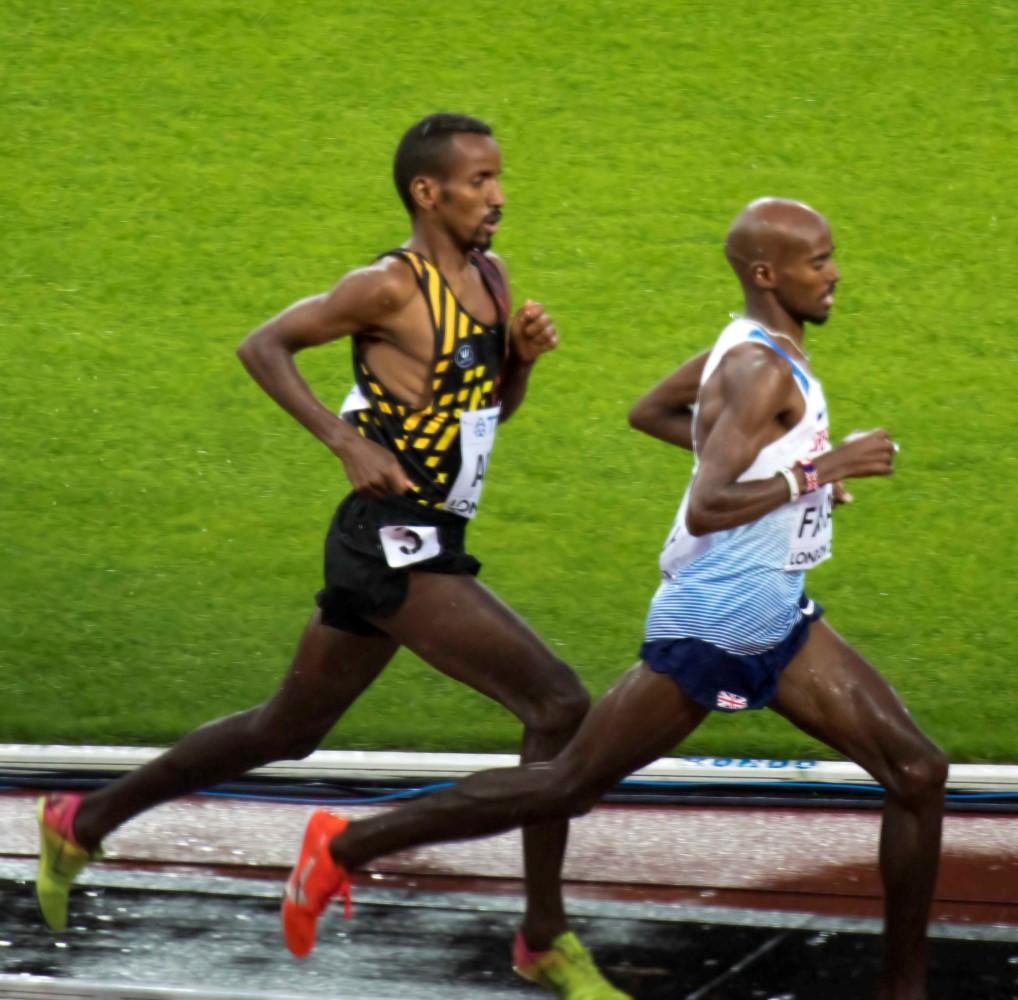
Bashir Abdi Rang sechs in 13:30,71 min
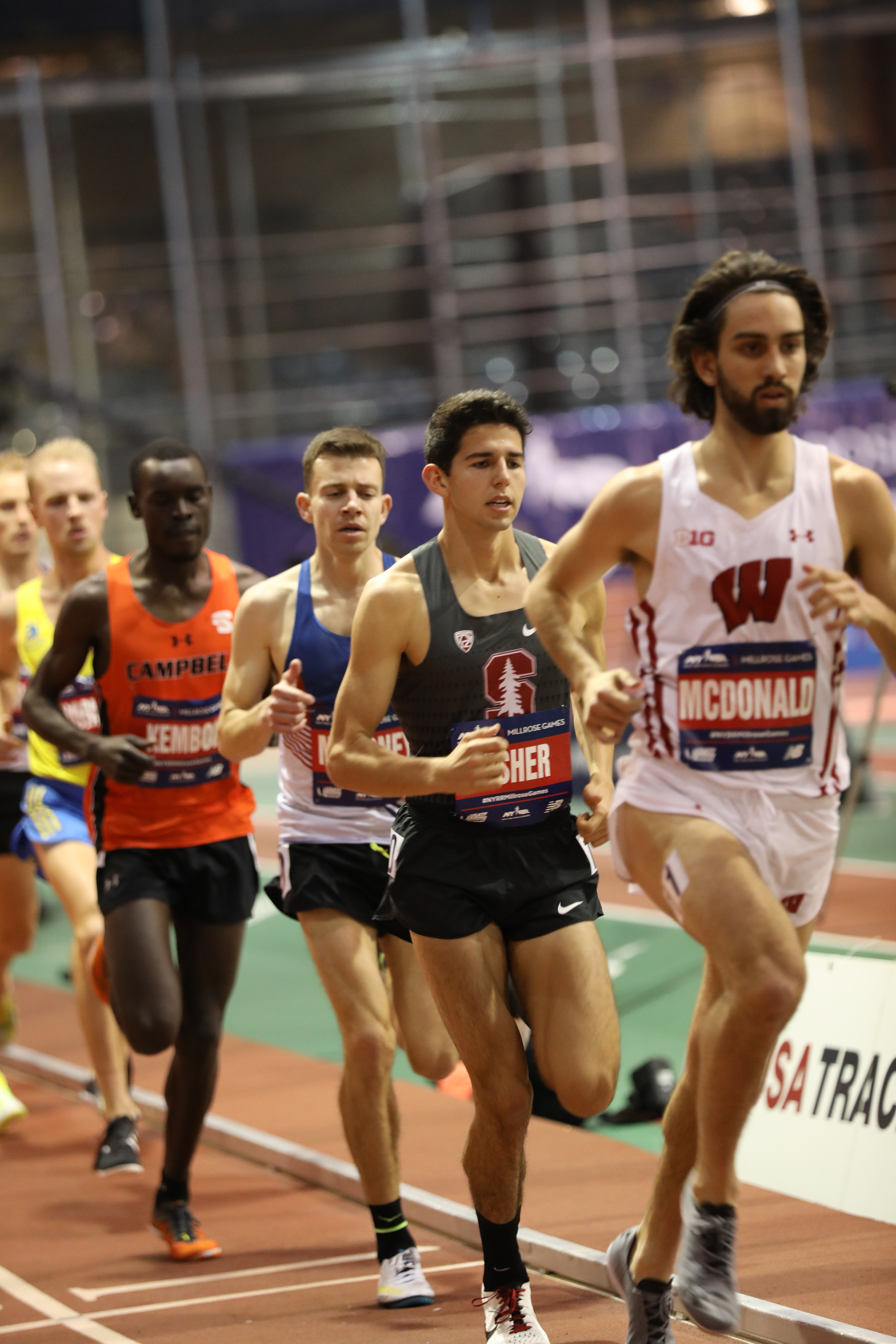
Morgan McDonald (weißes Trikot) Rang sieben in 13:30,73 min
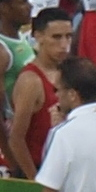
Soufiane Bouqantar Rang acht in 13:30,78 min
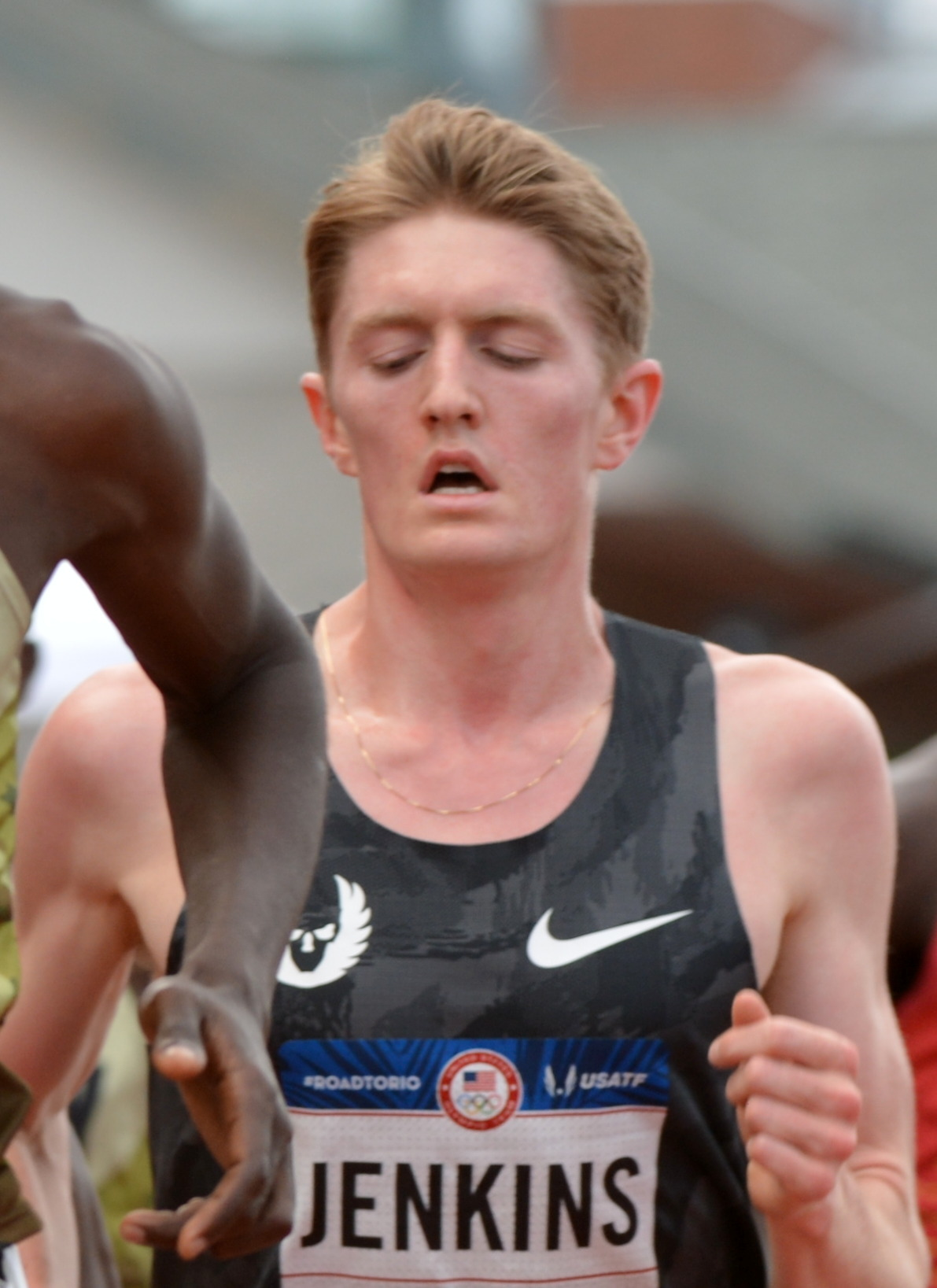
Eric Jenkins Rang zehn in 13:31,09 min
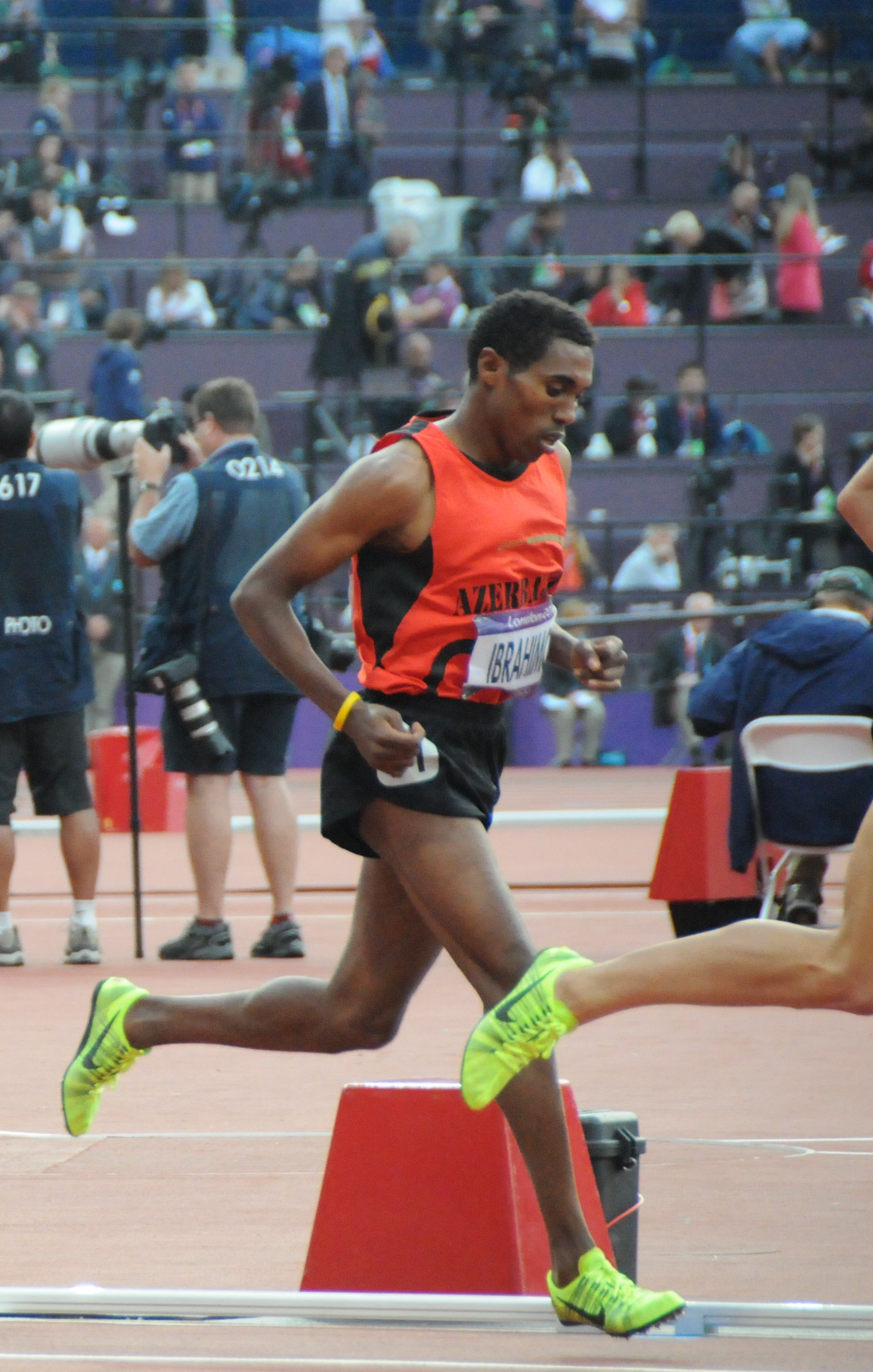
Hayle İbrahimov Rang zwölf in 13:32,15 min
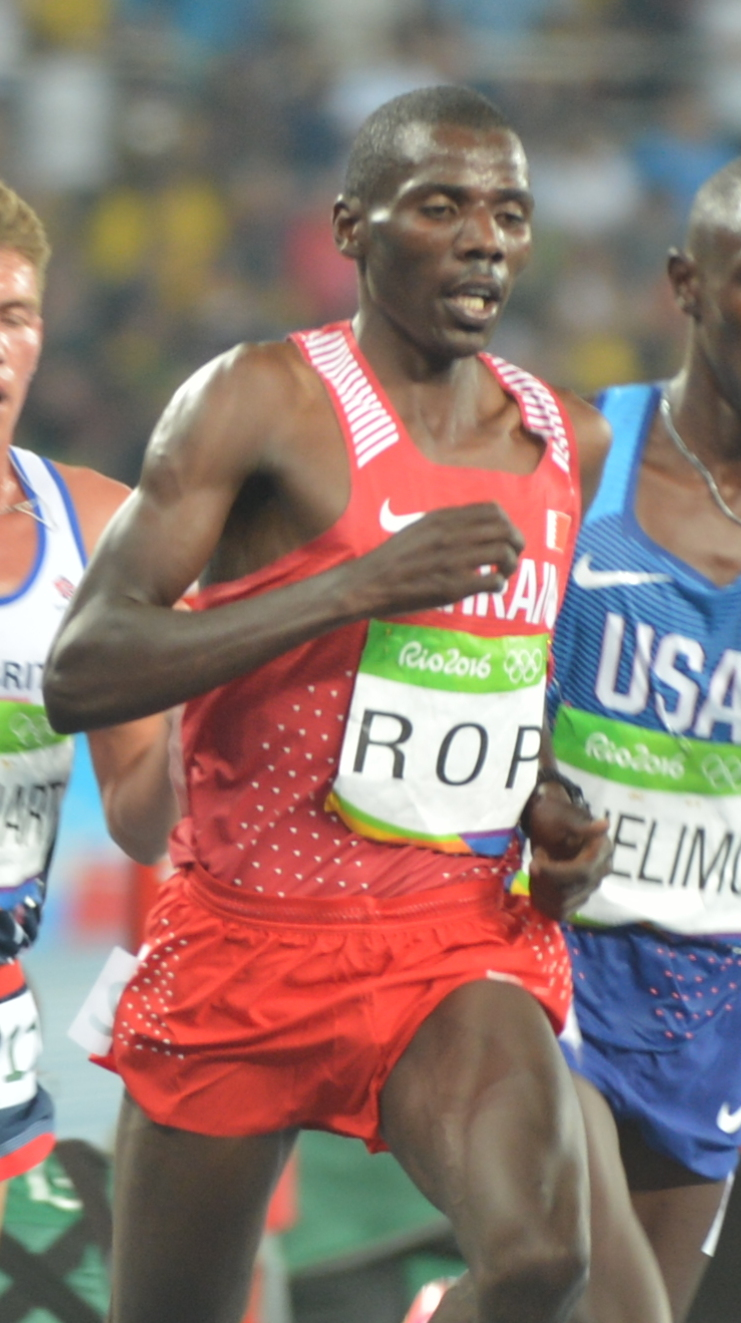
Albert Kibichii Rop Rang vierzehn in 13:32,40 min
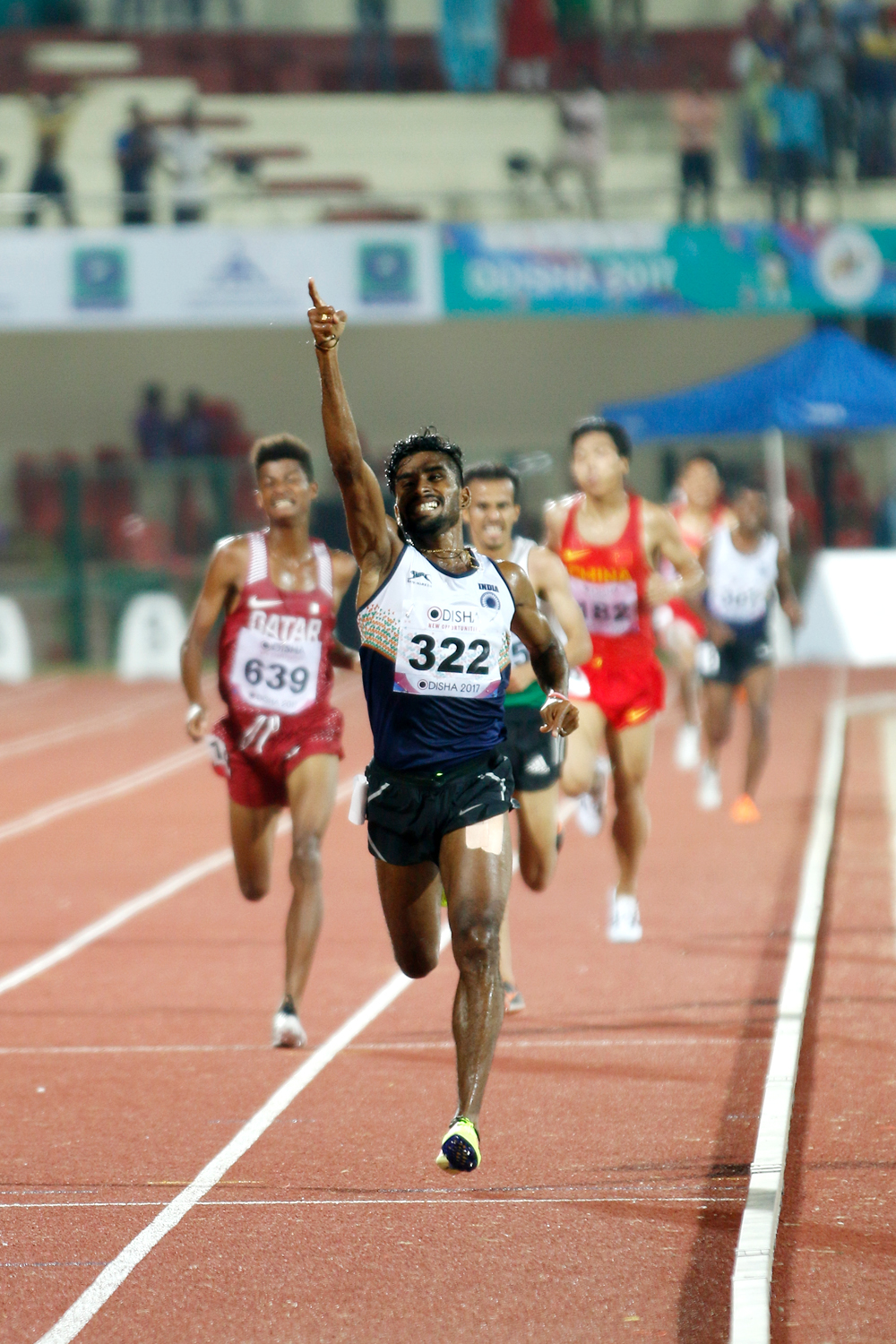
Govindan Lakshmanan Rang fünfzehn in 13:35,69 min
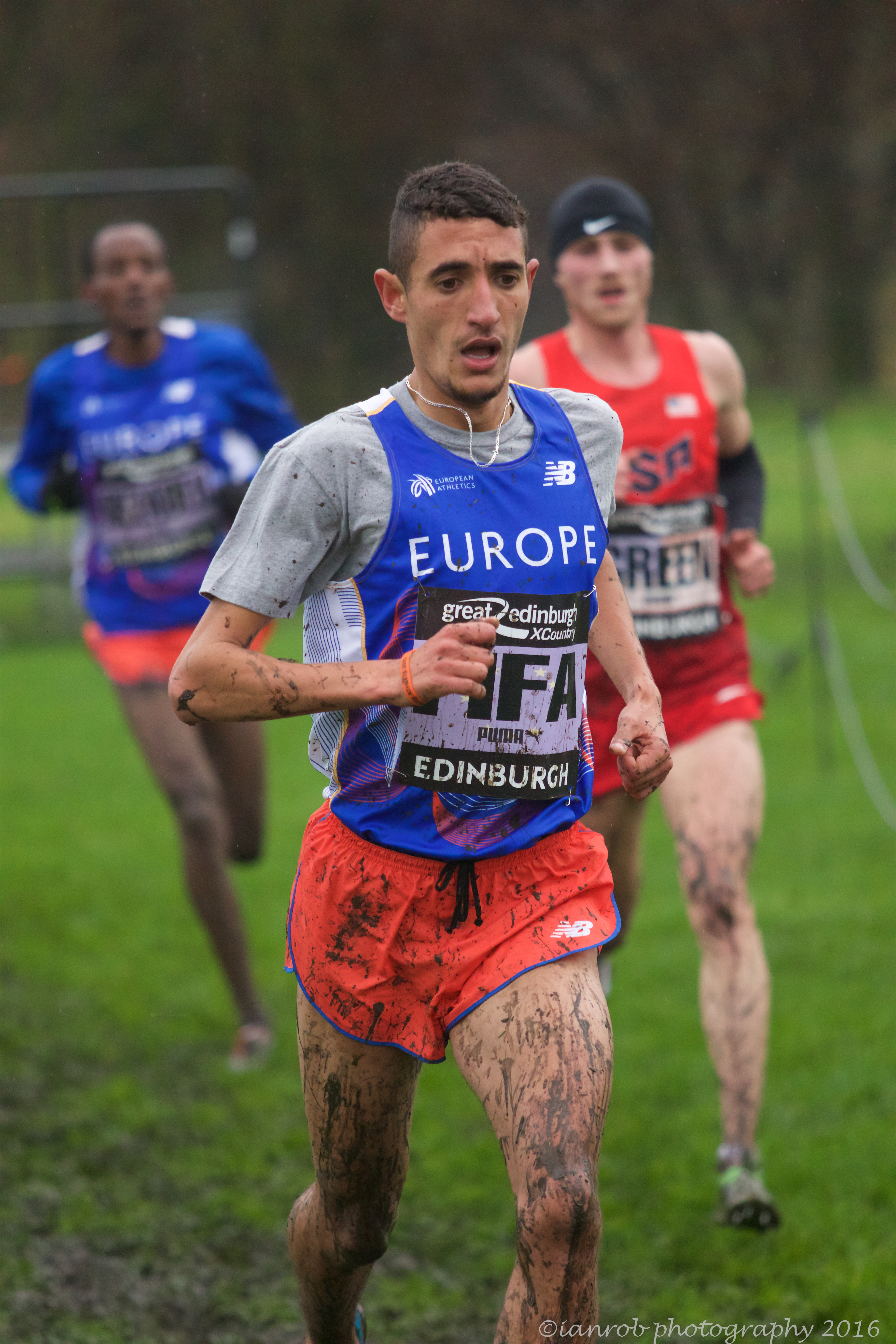
Ilias Fifa Rang sechzehn in 13:47,90 min
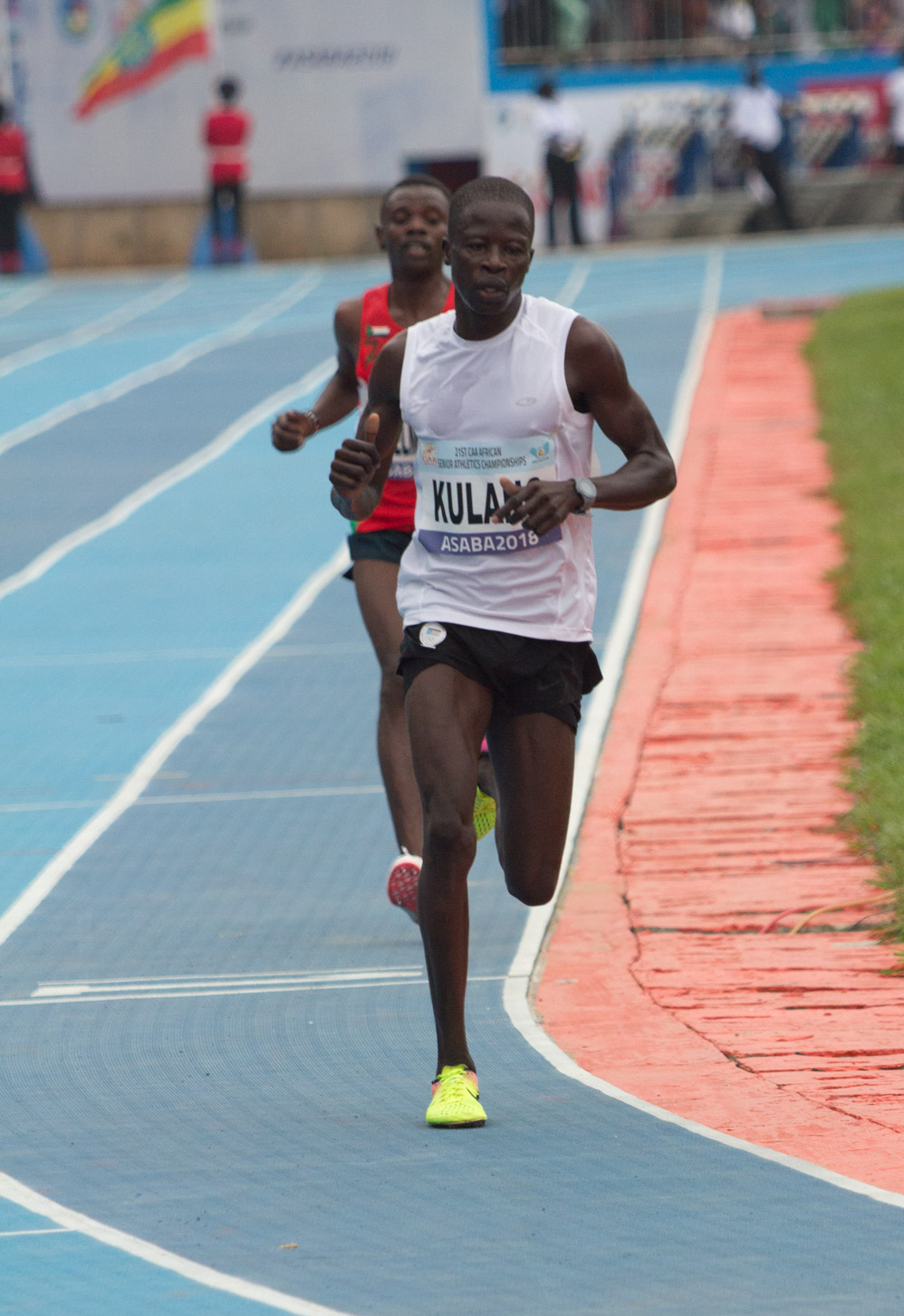
David Kulang Rang zwanzig in 14:53,19 min

### Lauf 2

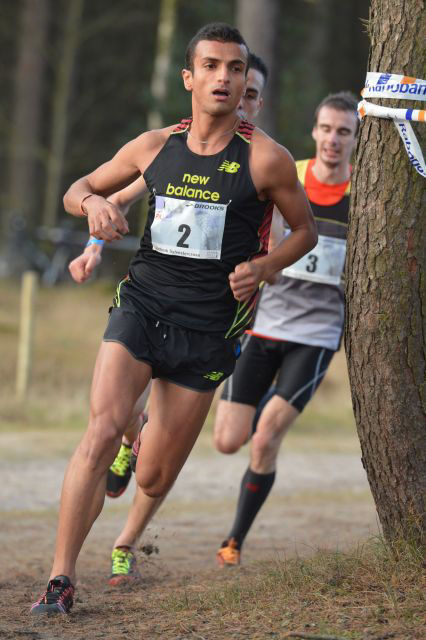
Soufiane Bouchikhi (hier führend in einem Crosslauf) – Rang elf in 13:28,64 min

9. August 2017, 20:05 Uhr Ortszeit (21:05 Uhr MESZ)
| Platz | Name                  | Land           | Zeit (min) |
| ----- | --------------------- | -------------- | ---------- |
| 1     | Selemon Barega        | Äthiopien      | 13:21,50   |
| 2     | Birhanu Balew         | Bahrain        | 13:21,91   |
| 3     | Cyrus Rutto           | Kenia          | 13:22,45   |
| 4     | Patrick Tiernan       | Australien     | 13:22,52   |
| 5     | Ryan Hill             | USA            | 13:22,79   |
| 6     | Mohammed Ahmed        | Kanada         | 13:22,97   |
| 7     | Andrew Butchart       | Großbritannien | 13:24,78   |
| 8     | Paul Chelimo          | USA            | 13:24,88   |
| 9     | Kemoy Campbell        | Jamaika        | 13:26,67   |
| 10    | Awet Habte            | Eritrea        | 13:27,70   |
| 11    | Soufiane Bouchikhi    | Belgien        | 13:28,64   |
| 12    | Jamal Abdi Dirieh     | Dschibuti      | 13:28,98   |
| 13    | Zouhaïr Awad          | Bahrain        | 13:29,28   |
| 14    | Sondre Nordstad Moen  | Norwegen       | 13:31,71   |
| 15    | Stephen Kissa         | Uganda         | 13:32,86   |
| 16    | Josphat Kiprono Menjo | Kenia          | 13:35,68   |
| 17    | Richard Ringer        | Deutschland    | 13:36,87   |
| 18    | Marc Scott            | Großbritannien | 13:58,11   |
| DNF   | Brahim Kaazouzi       | Marokko        |            |
| DNS   | Gabriel Gerald Geay   | Tansania       |            |
| DNS   | Hagos Gebrhiwet       | Äthiopien      |            |

Weitere im zweiten Vorlauf ausgeschiedene Läufer:

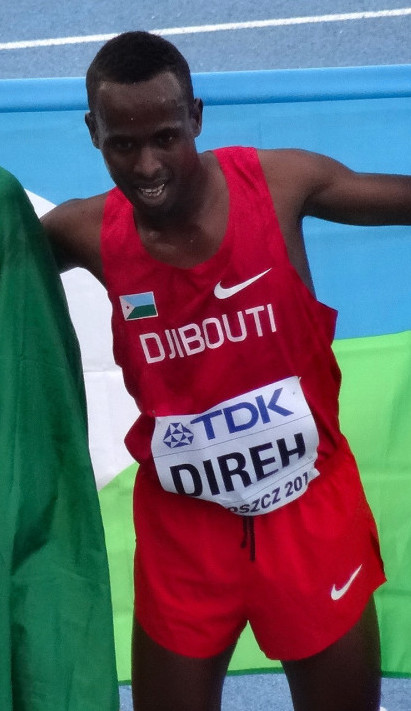
Jamal Dierieh Rang zwölf in 13:28,98 min
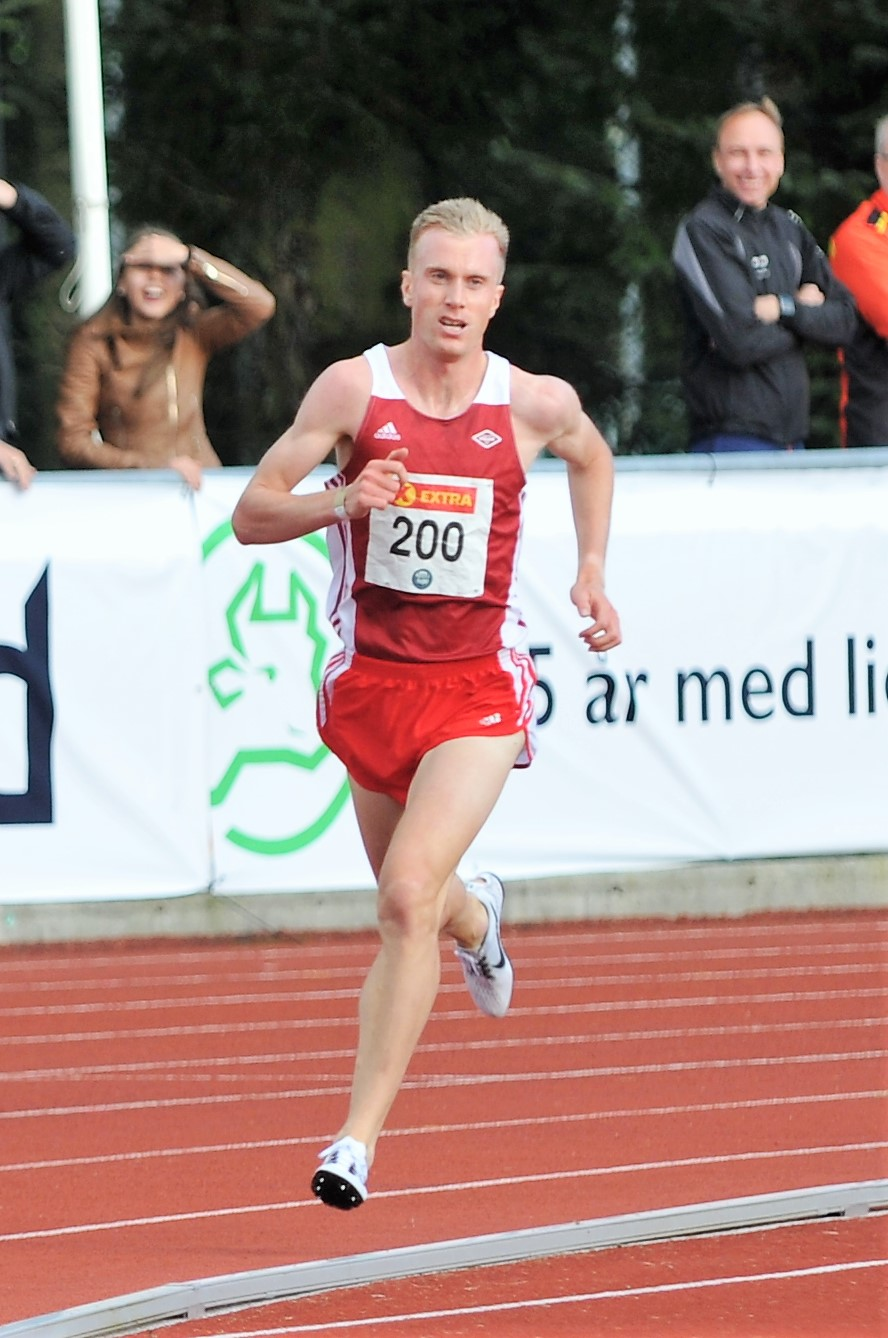
Sondre Nordstad Moen Rang vierzehn in 13:31,71 min
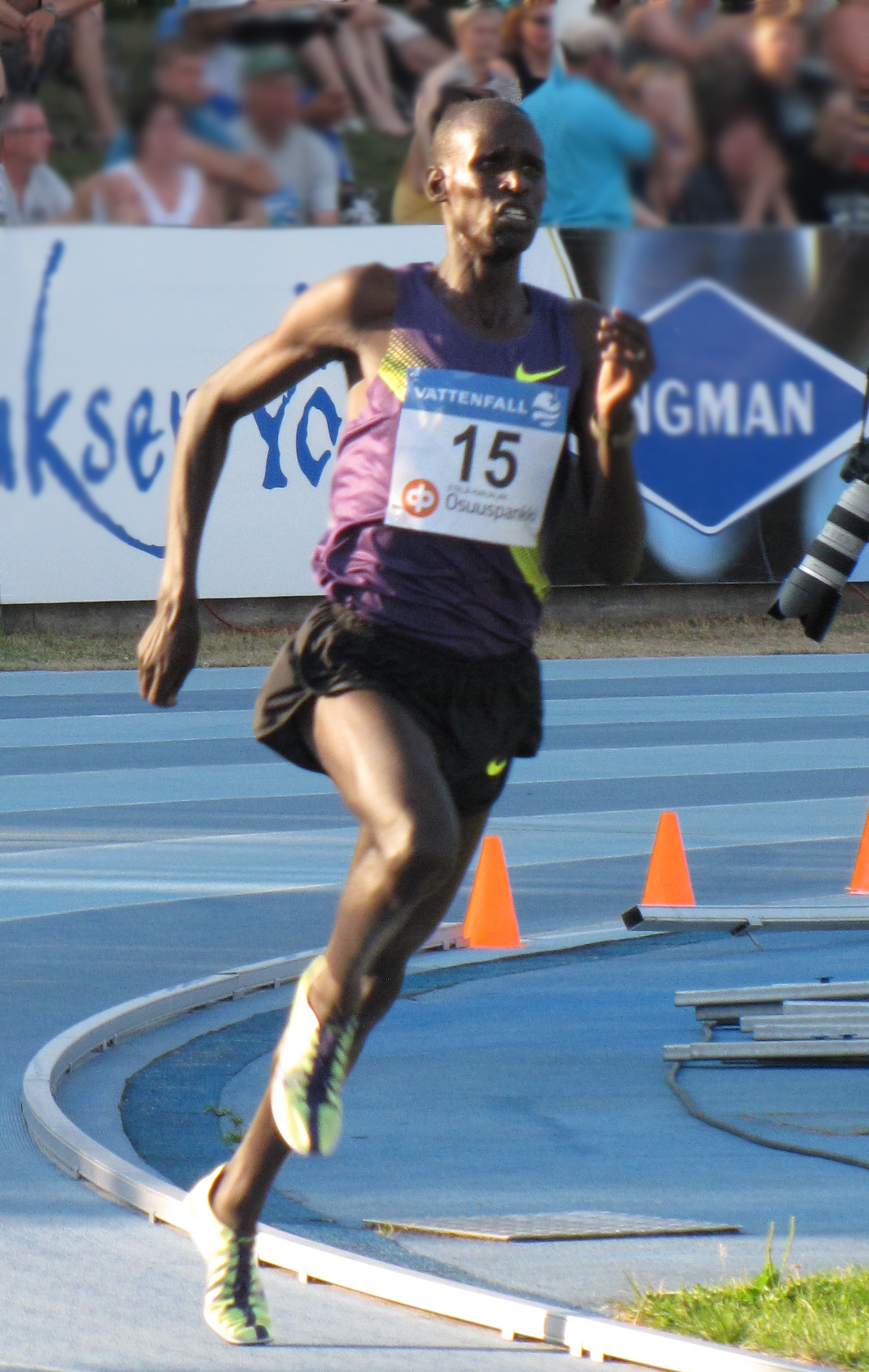
Josphat Kiprono Menjo Rang sechzehn in 13:35,68 min
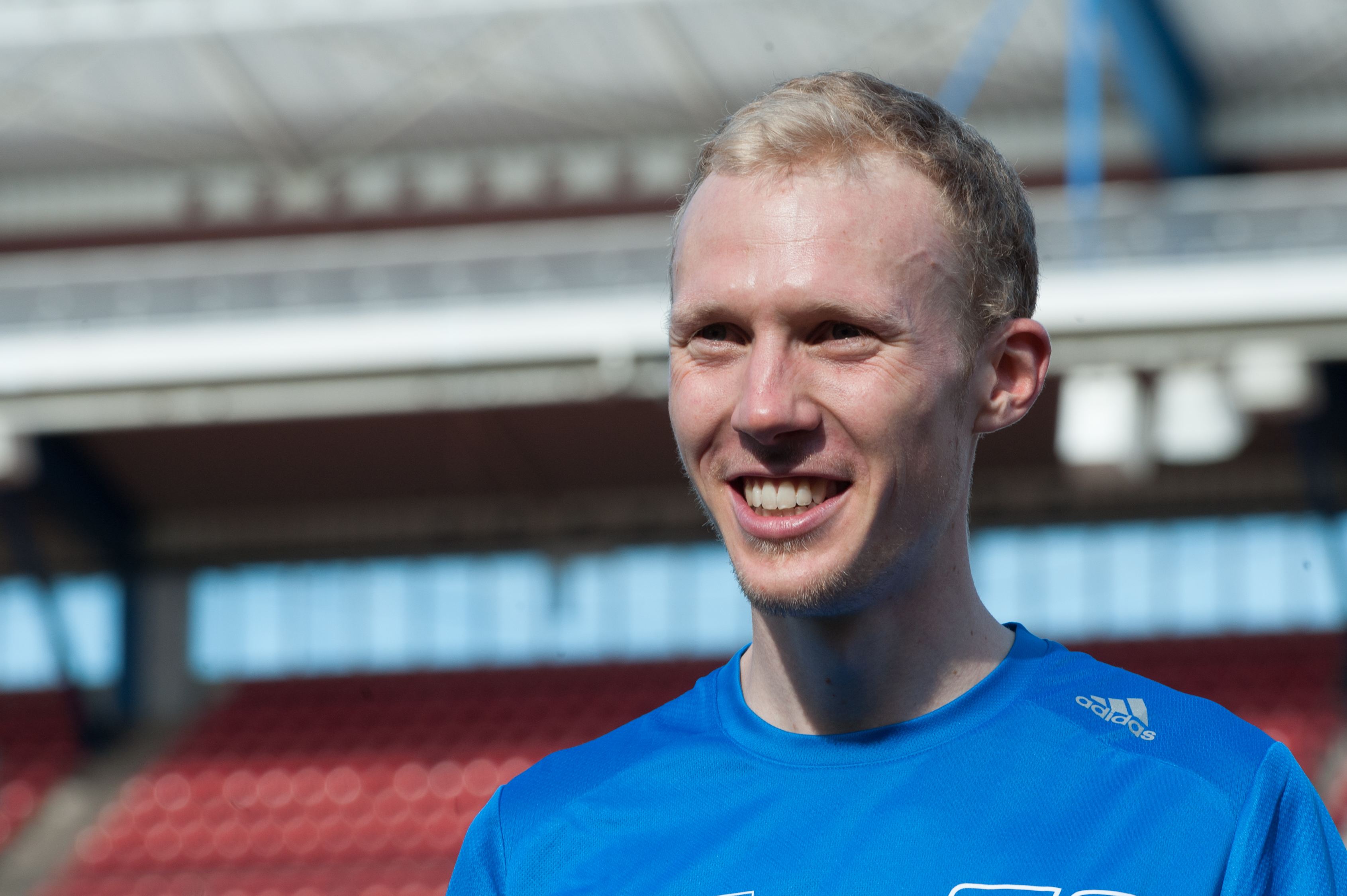
Richard Ringer Rang siebzehn in 13:36,87 min
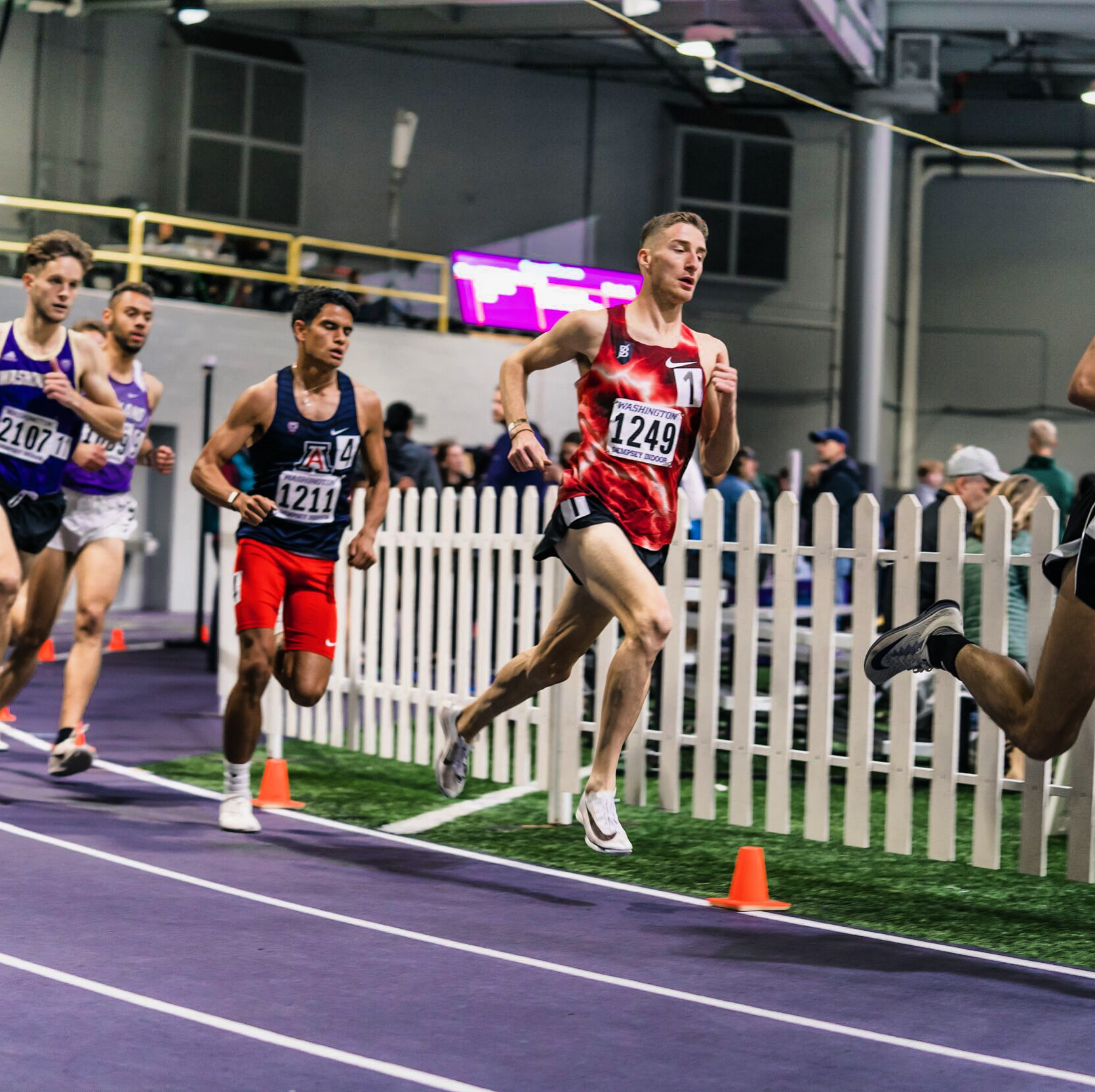
Marc Scott (rechts) Rang achtzehn in 13:58,11 min

## Finale
12. August 2017, 20:20 Uhr Ortszeit (21:20 Uhr MESZ)
Eine der Hauptfragen in diesem Rennen war, wie lange die Dominanz des Briten Mo Farah noch anhalten würde. Vier Mal hatte er seit 2009 den Weltmeistertitel über 5000 Meter gewonnen. Dreimal war er seit 2011 WM-Doppelsieger über 5000 und 10.000 Meter geworden und hatte in der Woche zuvor auch hier in London den 10.000-Meter-Lauf für sich entschieden. Bei den Olympischen Spielen 2012 und 2016 war Farah Doppelsieger über die beiden Bahnlangstrecken geworden. Die Läufer, die sich bei den letzten Weltmeisterschaften direkt hinter Farah platziert hatten, waren hier nicht am Start. Außer für den im Jahr 2015 viertplatzierten Äthiopier Yomif Kejelcha waren auch die weiteren Athleten mit vorderen Platzierungen in diesem Jahr nicht dabei. So gehörten neben Kejelcha der US-amerikanische Olympiazweite von 2016 Paul Chelimo und der kanadische Olympiavierte Mohammed Ahmed zu Farahs stärksten Konkurrenten. Darüber hinaus war mit weiteren Läufern aus Äthiopien und Kenia zu rechnen, die bisher noch nicht so deutlich in Erscheinung getreten waren.
Das Finalrennen war anfangs nicht besonders schnell – 2:48,20 min für die ersten tausend Meter – und wurde auf dem in 2:59,88 min gelaufenen zweiten Kilometer noch langsamer. An dieser Stelle übernahm Farah die Führung und beschleunigte. Wenig später wurde er vom Australier Patrick Tiernan abgelöst, der das Tempo weiter hochhielt – Kilometer drei in 2:44,85 min – und dann noch einmal forcierte, der vierte Kilometer wurde in 2:36,74 min absolviert. Immer noch war das Läuferfeld komplett zusammen. Ganz vorne positionierten sich die Favoriten. Hinter dem führenden Australier lagen Farah, Kejelcha, Chelimo, der Kenianer Cyrus Rutto, die beiden Äthiopier Selemon Barega und Muktar Edris sowie Ahmed.
Das Tempo steigerte sich nun immer weiter, der Sieger sollte die letzten tausend Meter schließlich in 2:23,12 min zurücklegen. In der Schlussrunde übernahm zunächst Farah die Spitze. Immer noch lagen angesichts des extrem hohen Tempos erstaunlich viele Athleten aussichtsreich im Rennen. Auf der Gegengeraden attackierten die beiden Äthiopier Kejelcha und Edris. Dahinter folgten Farah, Barega und Chelimo. In der Zielkurve verlor Barega den Anschluss. Kejelcha ging als Führender auf die Zielgerade. Dicht dahinter lagen Edris, Chelimo und Farah, diese Vier spurteten nun um den Weltmeistertitel und die Medaillen. Edris zog außen an Kejelcha vorbei, der die Innenbahn öffnete und Farah so die Chance gab, innen durchzustoßen. Muktar Edris hatte schließlich die größten Reserven und gewann das Rennen vor Mo Farah und Paul Chelimo. Yomif Kejelcha belegte wie schon zwei Jahre zuvor den vierten Platz. Mit deutlichem Abstand folgte Selemon Barega als Fünfter vor Mohammed Ahmed. Die Ränge sieben und acht belegten in dieser Reihenfolge Aron Kifle aus Eritrea und der Brite Andrew Butchart.
| Zwischenzeiten      | Zwischenzeiten | Zwischenzeiten                             | Zwischenzeiten |
| Zwischenzeit- Marke | Zwischenzeit   | Führende(r)                                | 1000-m-Zeit    |
| ------------------- | -------------- | ------------------------------------------ | -------------- |
| 1000 m              | 2:48,20 min    | Andrew Butchart vor dem geschlossenen Feld | 2:48,20 min    |
| 2000 m              | 5:48,08 min    | Mo Farah dem geschlossenen Feld            | 2:59,88 min    |
| 3000 m              | 8:32,93 min    | Patrick Tiernan vor dem geschlossenen Feld | 2:44,85 min    |
| 4000 m              | 11:09,67 min   | Patrick Tiernan vor dem geschlossenen Feld | 2:36,74 min    |
| 5000 m              | 13:32,79 min   | Muktar Edris                               | 2:23,12 min    |

| Resultat | Resultat        | Resultat       | Resultat   |
| Platz    | Athlet          | Land           | Zeit (min) |
| -------- | --------------- | -------------- | ---------- |
|          | Muktar Edris    | Äthiopien      | 13:32,79   |
|          | Mo Farah        | Großbritannien | 13:33,22   |
|          | Paul Chelimo    | USA            | 13:33,30   |
| 4        | Yomif Kejelcha  | Äthiopien      | 13:33,51   |
| 5        | Selemon Barega  | Äthiopien      | 13:35,34   |
| 6        | Mohammed Ahmed  | Kanada         | 13:35,43   |
| 7        | Aron Kifle      | Eritrea        | 13:36,91   |
| 8        | Andrew Butchart | Großbritannien | 13:38,73   |
| 9        | Justyn Knight   | Kanada         | 13:39,15   |
| 10       | Kemoy Campbell  | Jamaika        | 13:39,74   |
| 11       | Patrick Tiernan | Australien     | 13:40,01   |
| 12       | Birhanu Balew   | Bahrain        | 13:43,25   |
| 13       | Cyrus Rutto     | Kenia          | 13:48,64   |
| 14       | Awet Habte      | Eritrea        | 13:58,68   |
| DNS      | Ryan Hill       | USA            |            |

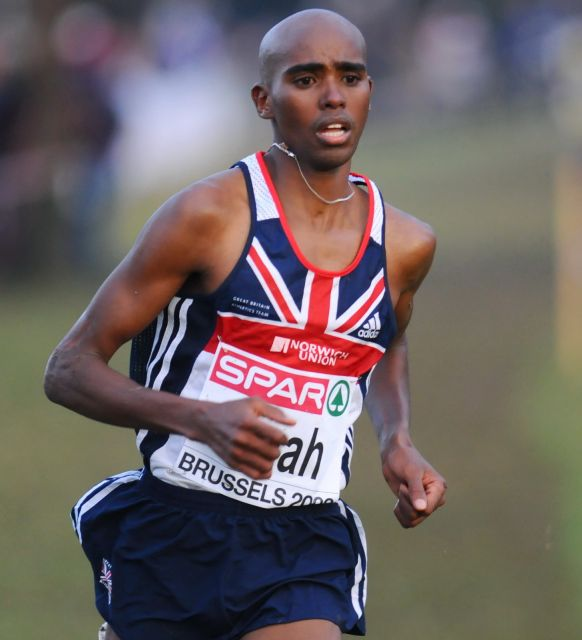
Vizeweltmeister Mo Farah

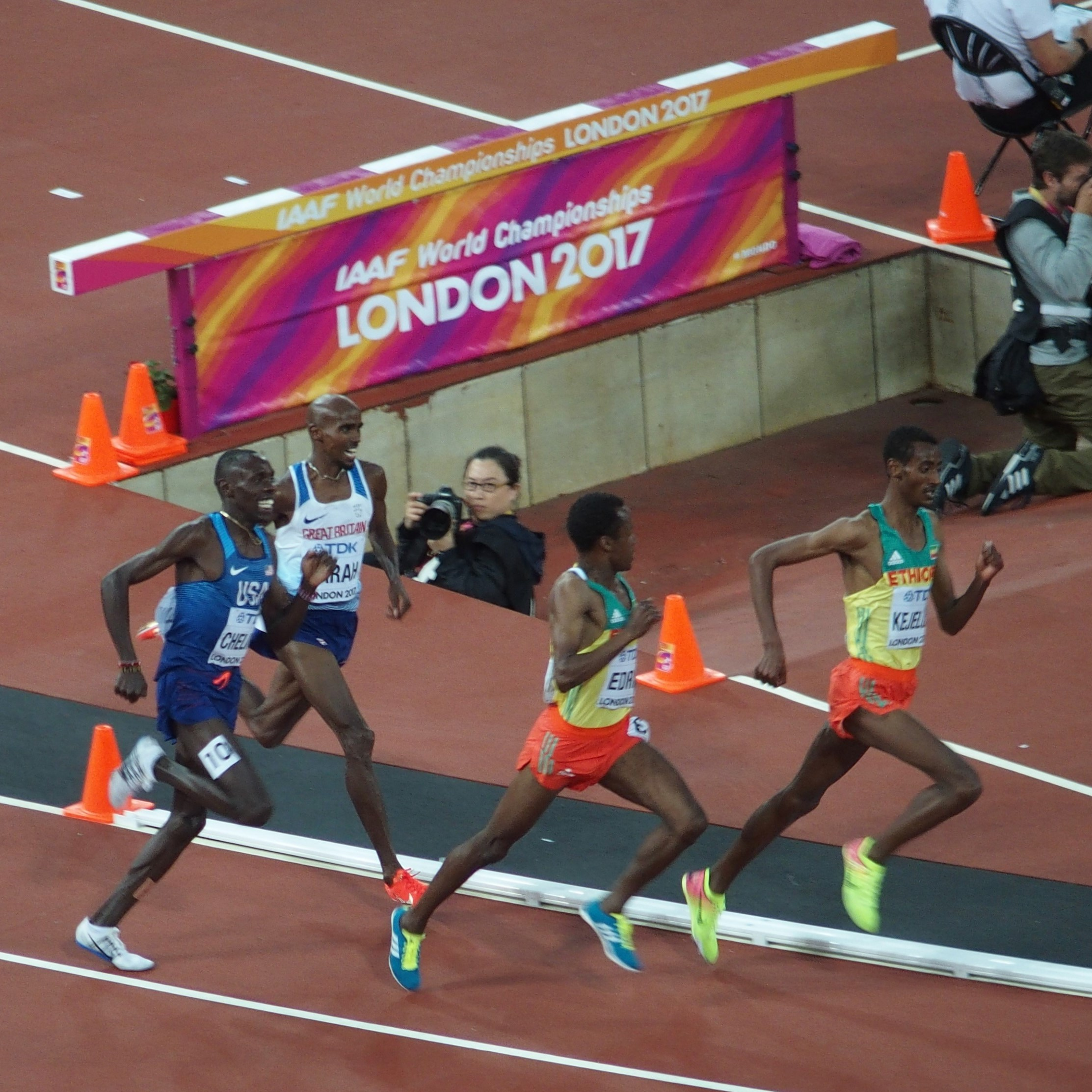
Das 5000-Meter-Finale in der
entscheidenden Schlussrunde

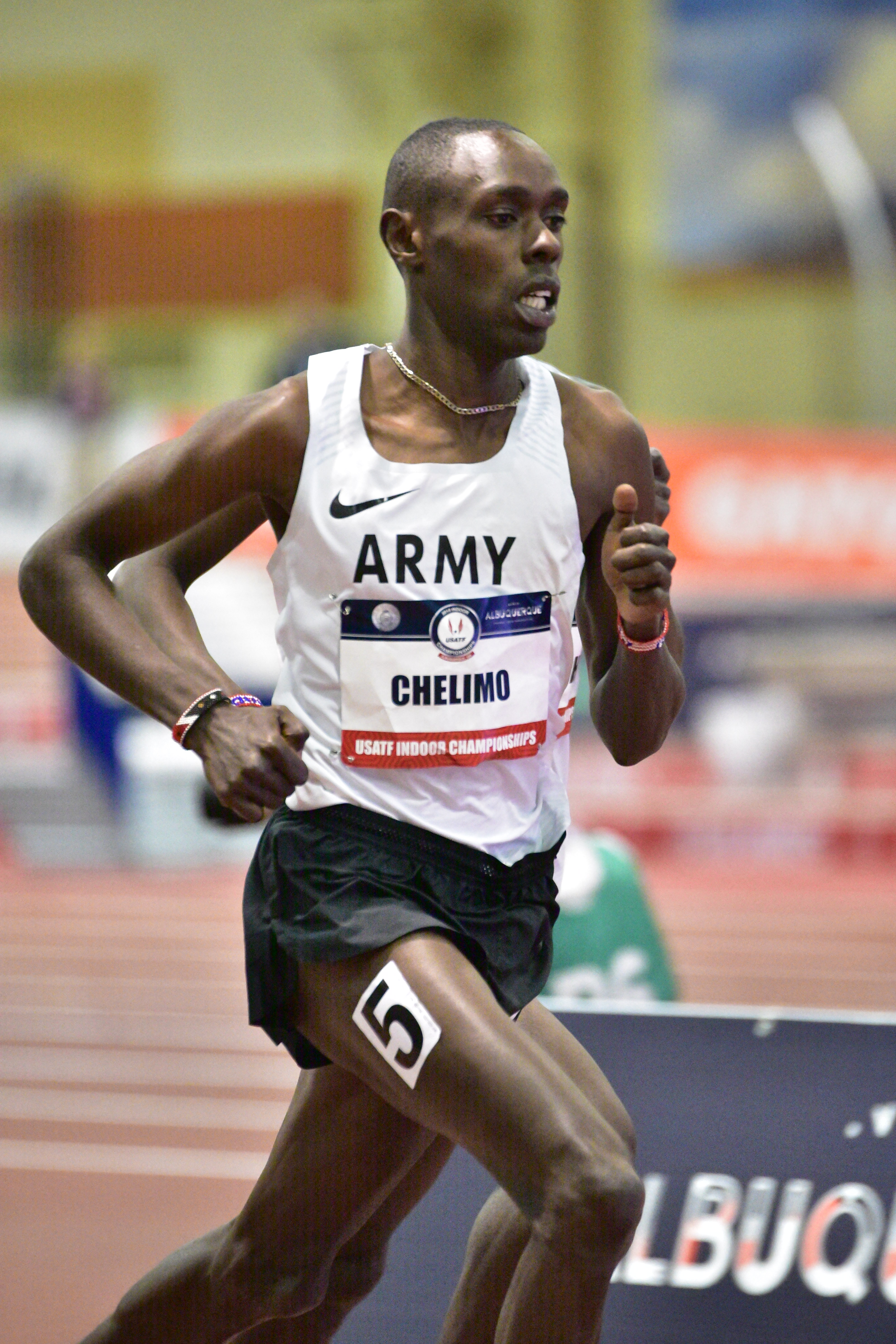
Bronzemedaillengewinner Paul Chelimo
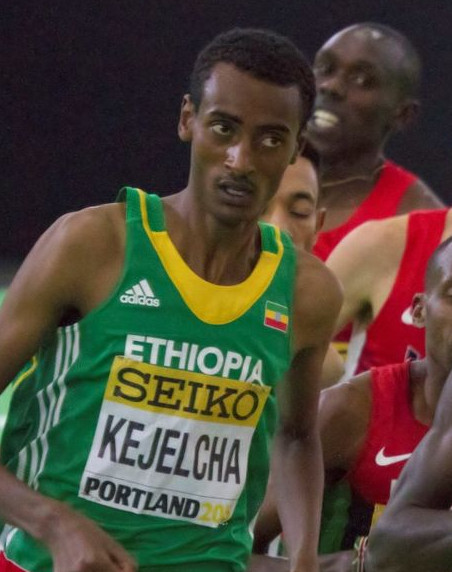
Wie schon 2015 belegte Yomif Kejelcha den vierten Platz
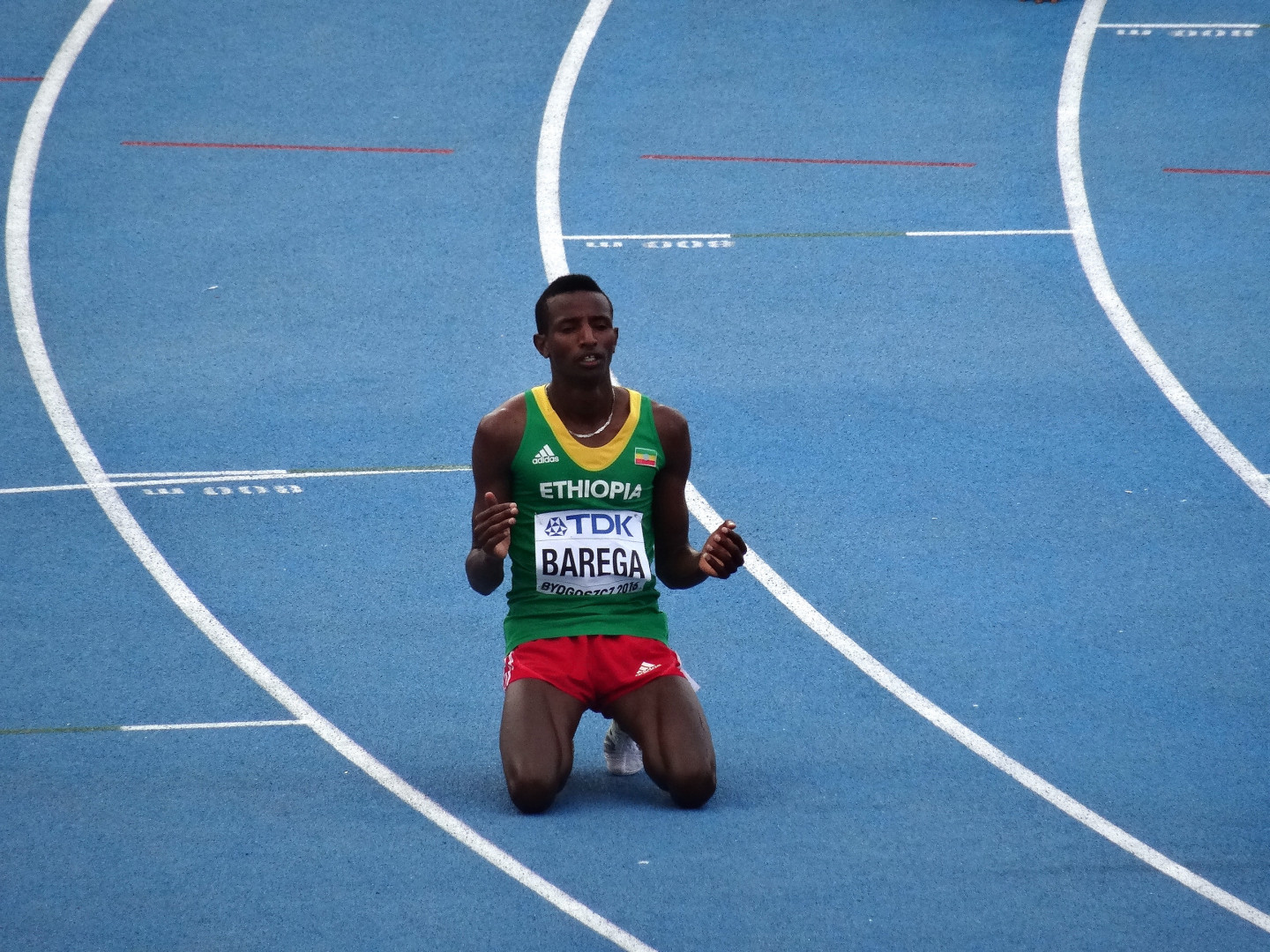
Rang fünf für Selemon Barega
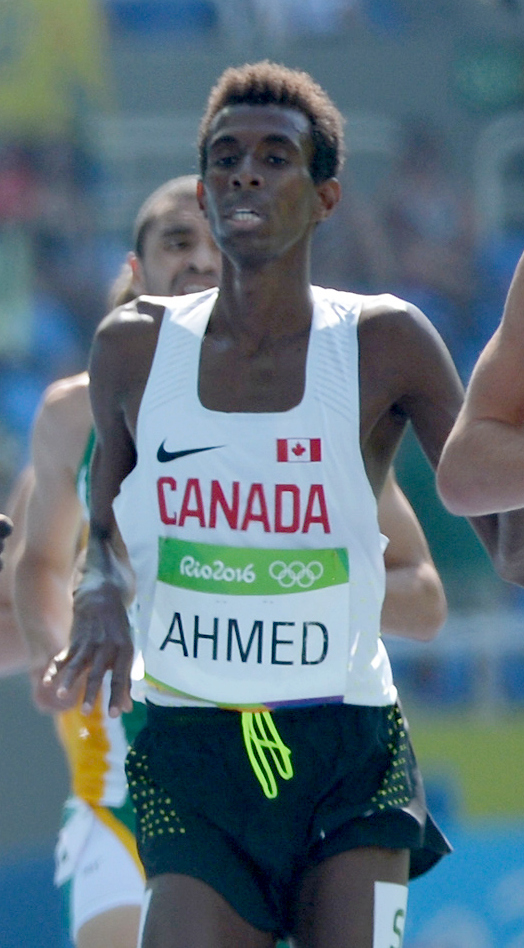
Mohammed Ahmed kam auf den sechsten Platz
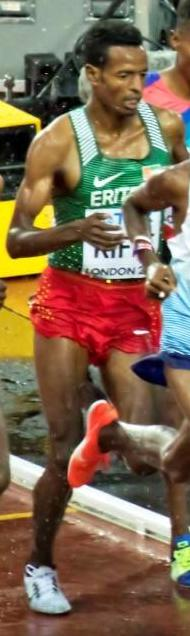
Aaron Kifle wurde Siebter
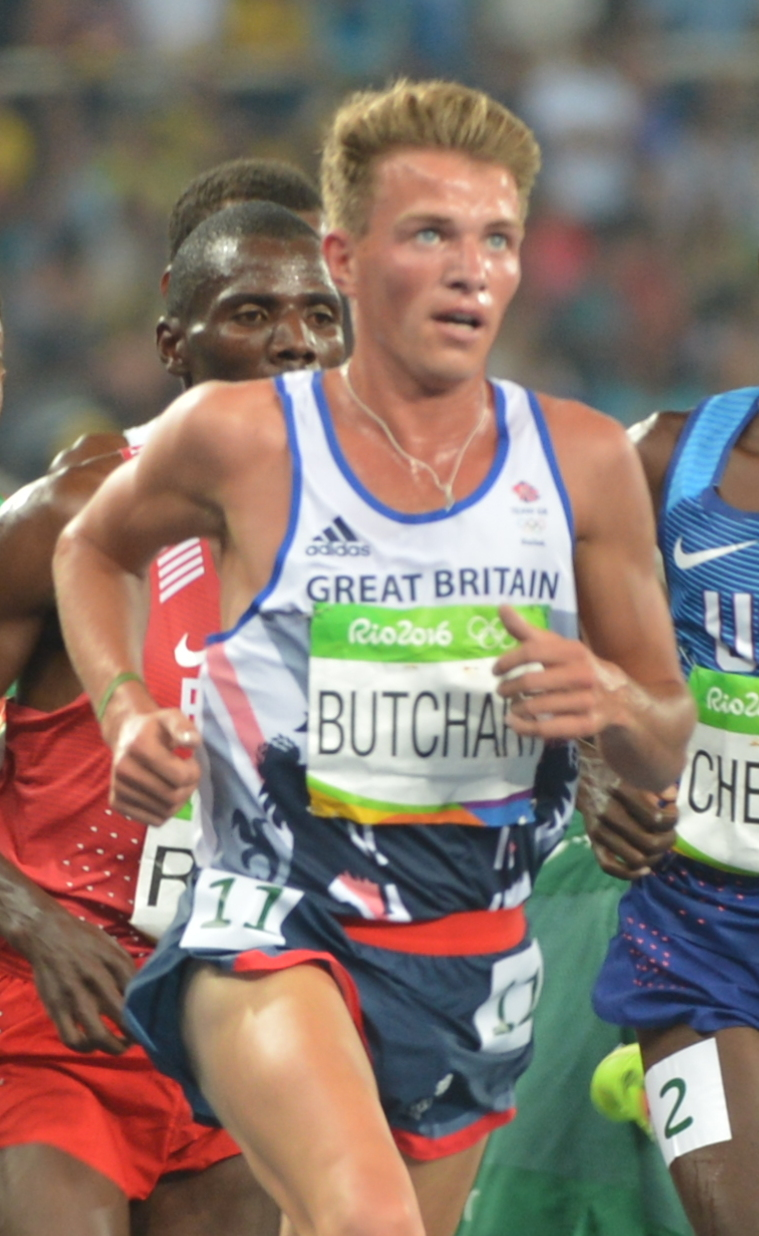
Andrew Butchart erreichte im Finale Rang acht
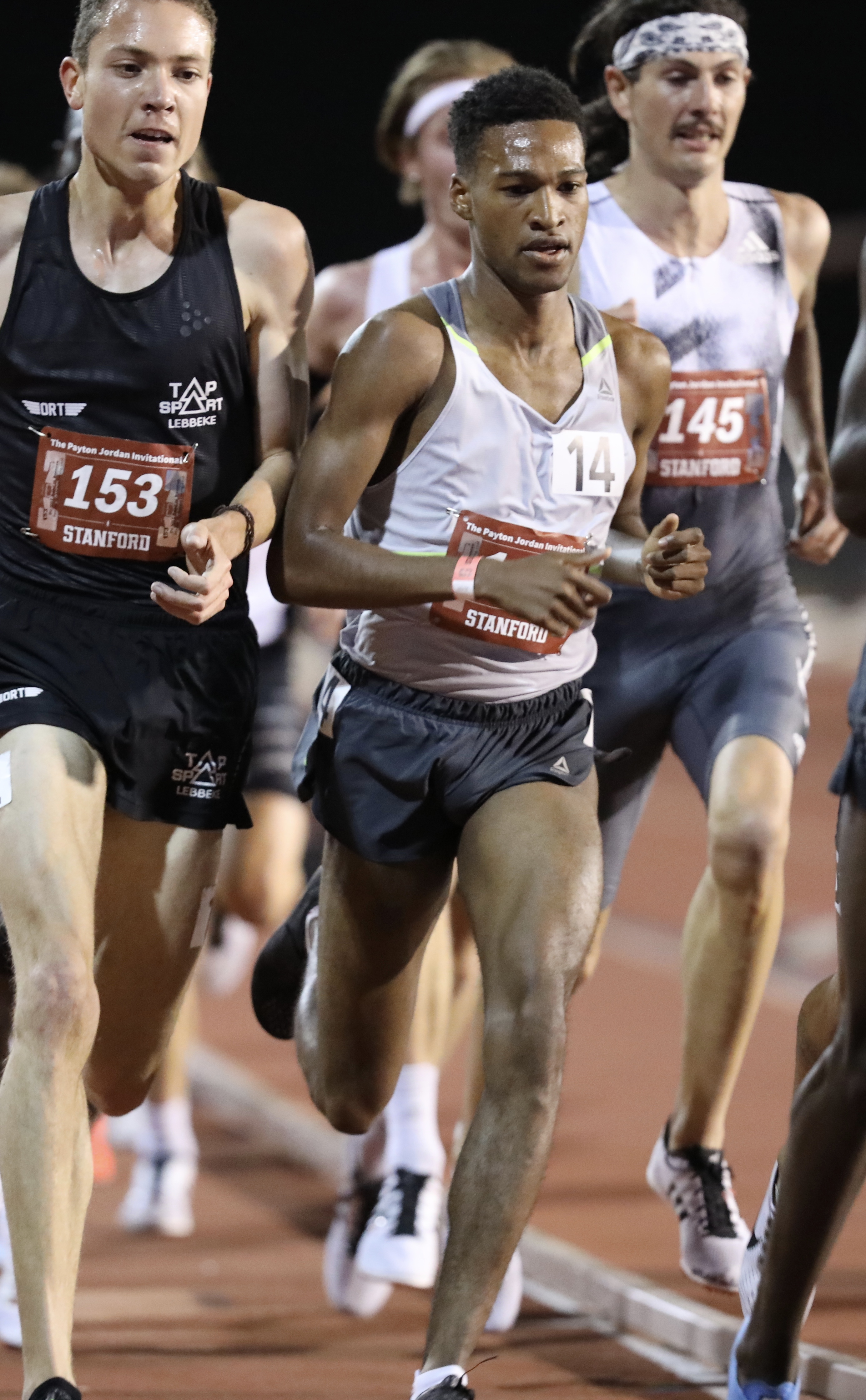
Justyn Knight (Mitte) – Platz neun
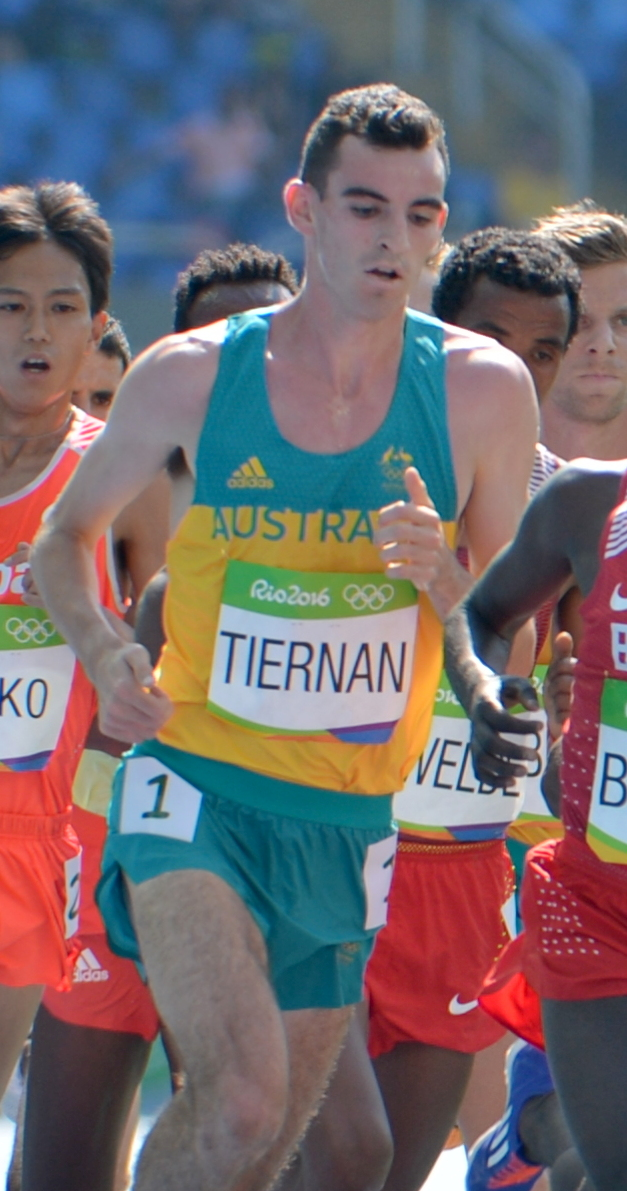
Patrick Tiernan belegte den elften Platz
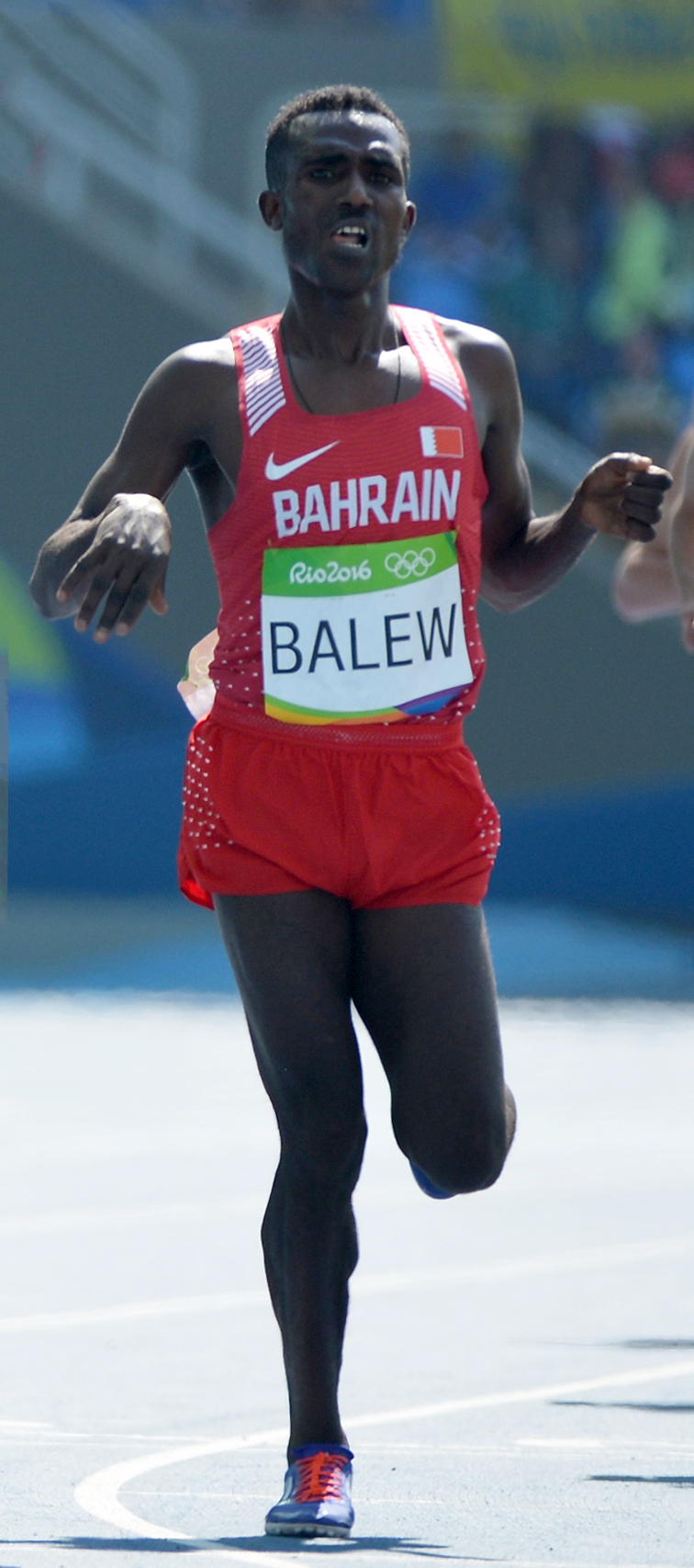
Birhanu Balew kam auf Rang zwölf
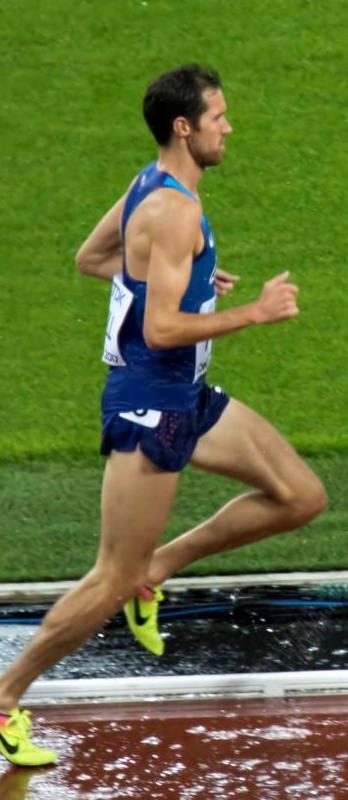
Ryan Hill trat zum 5000-Meter-Finale nicht an

## Video
- 5000m Final – Mo Farah lost London the world title 2017, youtube.com, abgerufen am 27. Februar 2021